# 後藤文一郎

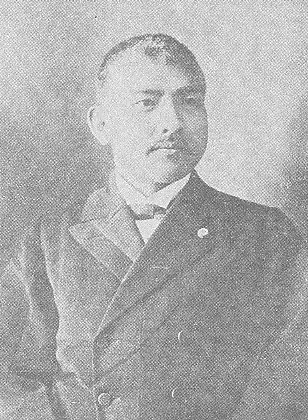
後藤文一郎

後藤 文一郎（ごとう ぶんいちろう、1861年5月23日（文久元年4月14日） - 1928年（昭和3年）9月29日）は、日本の政治家、弁護士。衆議院議員（4期）。 

## 略歴
1861年（文久元年4月14日）、三河国碧海郡知立村（現・愛知県知多市）に生まれる。石川部平の青藍塾（漢学）に学んだ後、明法学社、茂松法学校、東京法学校(現・法政大学)で学ぶ。
1882年（明治15年）に代言人試験に合格し、愛知県岡崎町（現・愛知県岡崎市）で開業する。1890年（明治23年）に愛知県会議員に当選するも、衆議院議総選挙に出馬するため、1892年（明治25年）に県会議員を辞職する。
1892年（明治25年）2月、第2回衆議院議員総選挙に自由党候補として出馬するが、落選する。
1898年（明治31年）、第6回衆議院議員総選挙に愛知県11区から憲政党候補として出馬し、当選する。以後、第9回衆議院議員総選挙（立憲政友会）、第10回衆議院議員総選挙、衆議院議員補欠選挙に当選する。
1928年（昭和3年）9月29日に死去。